# ساندرا إم. كاستيلو
ساندرا إم. كاستيلو (بالإنجليزية: Sandra M. Castillo)‏ (1962، هافانا في كوبا)؛ كاتِبة وشاعرة أمريكية. درست في جامعة ولاية فلوريدا.